# Fundraiser
Fundraiser [fandrejzr] je člověk, který se zabývá fundraisingem, tedy činností, jejímž výsledkem je získání zpravidla finančních prostředků na obecně prospěšnou činnost většinou neziskové organizace. Fundraiser však může pracovat i pro obce, rozpočtové či příspěvkové organizace, jednotlivce, či obchodní společnosti, které plní nějaký obecně prospěšný účel. Fundraiser může být buď kmenovým zaměstnancem organizace nebo externistou.
Interní fundraiser je specialista, jehož hlavní činností je shánění zdrojů. Často bývá tato činnost delegována na vedoucí pracovníky organizace (ředitel, předseda správní rady), případně projektové manažery.
Externím fundraiserem je smluvně zavázaná fyzická nebo právnická osoba, která zajišťuje pro klienta finance (případně i věcná plnění) na základě specifikací potřeb organizace. Taková osoba není zaměstnancem organizace, ale podílí se na její činnosti, podobně jako ostatní externě zadávané profese – účetní, mzdová účetní, správce webu, správce sítě, právník, reklamní nebo P.R. agentura, atd.
V České republice zatím převažuje [zdroj⁠?!] interní pojetí práce fundraisera, které představuje tradiční model: organizace zaměstnává fundraisera, ten vyhledává grantová schémata, pracuje s firemními sponzory i individuálními dárci. Nevýhodou takového modelu je, že pokud není fundraiser úspěšný, organizaci může jeho režie stát více, než sám získá. Kumulace role vedoucího pracovníka a fundraisera nezřídka vede k nesoustředění se ani na jednu roli. Výhodou je naopak zájem interního fundraisera vázat kontakty sympatizantů na organizaci a nikoli na sebe. Pravidelný plat mu umožňuje budovat širokou základnu drobných dárců a budovat postupnou dlouhodobou spolupráci s dárci, kteří s postupem času mohou svoji podporu zvyšovat a stávají se významnými dárci. Případná výpověď fundraisera tak nepředstavuje pro organizaci takové riziko, jako je tomu v případě modelu externího fundraisingu. Interní fundraising se přirozeně prolíná s budováním a řízením PR organizace.
V poslední době se začíná prosazovat progresivnější přístup, kdy fundraiser pracuje jako externista [zdroj⁠?!]. Tento model využívají buď menší neziskové organizace, kterým se zaměstnávat dalšího zaměstnance nevyplácí, organizace, které jsou omezeny co do počtu zaměstnanců, prostoru či mzdových prostředků, nebo progresivní organizace, které se chtějí soustředit na svoji práci a odbornou práci přenechat specialistům. Taková organizace se pak může soustředit na činnosti, ve kterých jsou její pracovníci odborníky a přidávají největší hodnotu – fundraising provádějí fundraiseři specialisté, všichni pracují na maximum a organizace z toho v maximální možné míře profituje [zdroj⁠?!]. Externí fundraiser s rozsáhlou praxí, znalostmi finančních zdrojů a vytvořenými kontakty umožňuje přístup k dalším zdrojům a znalostem z praxe; navíc nezatěžuje [zdroj⁠?!] rozpočet ani lidské zdroje organizace, přičemž řízení a rozhodování stále zůstává v rukou organizace.
Termín fundraiser pochází z angličtiny (pěstitel nebo vybírač fondů), ve které však znamená spíše benefiční akci pořádanou za účelem finančního výtěžku. V kontextu tuzemského neziskového sektoru se označení používá od poloviny devadesátých let pro označení specialistů, kteří se zabývají fundraisingem tak, jak je popsáno výše.